# Graptolitha
Graptolitha là một chi bướm đêm thuộc họ Noctuidae.